# 上海商业联合会
上海商业联合会是1927年在上海成立的一個商业团体联合组织。虞洽卿、王晓籁、穆藕初等17人为常务委员，虞洽卿、王一亭、吴蕴斋任主席。

## 歷史
1927年3月22日，在虞洽卿的主持下，上海银行公会、上海钱业公会、闸北商会等19个商业团体发起成立上海商业联合会。上海商业联合会下轄的行业公会团体後來達到60多个。上海商业联合会曾募集資金支持蒋介石發動中国国民党清党並反對中國共產黨。11月23日，該組織解散。